# Nocturne (1980)
Nocturne ist ein Experimentalfilm des Regisseurs und damaligen Studenten der Dänischen Filmhochschule Lars von Trier aus dem Jahre 1980. Die Bilder des 8-minütigen Films sind in Rottönen, in überwiegenden Blautönen, oder, im letzten Teil des Films, schwarzweiß gestaltet.
Gezeigt wird in ihrer Wohnung eine Frau, die nicht einschlafen kann und mit Bekannten telefoniert. Sie hat ein Flugbillett für den nächsten Morgen um 6:10 von Kopenhagen nach Buenos Aires. Um 6:10 steht sie auf dem Dach eines Gebäudes und betrachtet einen Vogelschwarm.
Nocturne erhielt den ersten Preis beim Festival der Filmhochschulen in München. Laut dem Filmwissenschaftler Peter Schepelern, der einst von Triers Professor gewesen war, verschaffte die Auszeichnung von Trier eine einzigartige Position an der Filmschule und legte den Grundstein für eine Karriere, in der von Trier alles machen konnte, was er wollte.
Der Film Nocturne weist zahlreiche Parallelen zu der Ouvertüre von Lars von Triers Film Melancholia, beispielsweise was die Porträtaufnahme der Frau und das Motiv des toten Vogels betrifft.